# 中川町エコミュージアムセンター
中川町エコミュージアムセンター（なかがわちょうエコミュージアムセンター 、中川町自然誌博物館）は、北海道中川郡中川町にある自然史博物館・宿泊研修施設。施設管理はNPO法人エコール咲く。夏季と冬季で休館日が異なる。

## 概要
自然史博物館と宿泊型体験研修施設が一体となっている。1999年に廃校となった佐久中学校の建物を用いており、元体育館を博物館に、元校舎を宿泊研修施設へと改修した。
エコミュージアム構想に則り、中川町は町そのものを博物館とみなした町づくりを行っている。具体的には化石を活用した地域活性化であり、そのためのコア施設である。教育面での「ふるさと学習」の取り組みが文部科学省や教育委員会からも着目評価されている。夏には森の学校や地域観察教室などの催しが行われる。

## 展示
北海道は世界有数のアンモナイト産地である。アンモナイトの産出は世界で1万種以上、北海道で500種以上、中川町で100種以上とされる。当センターは北海道のアンモナイト化石を収蔵展示する。中川で産出した標本、道北の個人コレクター寄贈の標本などを含む。
中川からは「虹色の真珠光沢」を持つアンモナイト化石が産出する。光沢の成分は真珠貝と同じアラレ石で、通常は化石化する過程で失われてしまう。つまり生きていた当時の殻の成分を残している物である。
地層は蝦夷層群という白亜紀後期の海の地層。北海道の襟裳岬から宗谷岬まで南北に縦断して広がる地層で、縦長の中川町に広く分布する。地層が川で削られることで化石が産出する。国内屈指の白亜紀海生生物の化石産地である。発見されたナカガワニシン、エゾダイオウイカなどは新種として登録されている。
クビナガリュウの全身復元骨格標本がある。1991年に発掘された、中川町で見つかった2体目のクビナガリュウで、「ナカガワクビナガリュウ」と呼ばれている。全長11メートルに復元され、日本最大。種は不明ながら、エラスモサウルス科の、推定モレノサウルス属、7200万年前の化石。別に、1973年発掘の「1体目」があり、2006年に「大小2匹」の骨が混ざっていたことが判明した。